# Indaial
Indaial è un comune del Brasile nello Stato di Santa Catarina, parte della mesoregione della Vale do Itajaí e della microregione di Blumenau.

## Storia
La popolazione di Indaial è costituita, per la maggioranza, da immigrati di altri stati del Brasile arrivati qui in cerca di fortuna.
La sua colonizzazione iniziò nel 1860 a opera di tedeschi e proseguì nel 1875 con gli italiani e ancora nel 1878 con i polacchi.
Nel 1934 divenne comune indipendente, scorporato dalla grande Blumenau.
Il suo nome trae origine da "Indaiá", una palma molto diffusa nel comune all'epoca della sua colonizzazione.
I primi abitatori di Indaial furono gli indios tapajós e carijós e i tedeschi si stabilirono nel quartiere "Warnow", oggi comprendente due grandi quartieri della città. Indaial è uno dei maggiori comuni della Vale do Itajaí, nota anche come "città dei fiori e della musica".

## Punti di interesse
- FIC - Casa da Cultura, casa culturale, biblioteca e centro sociale con giardini annessi.